# 芳心院
芳心院（ほうしんいん）（1614年—1691年，即生於慶長19年，卒於元祿4年），本名阿琴，德川幕府第3代將軍德川家光側室。父親名字不詳，據說是位寺院住持。
她在1641年（寬永18年）成為家光的側室，但她實際進入大奧的時間和情況卻沒有詳細記載。她並沒有為家光誕下子嗣。1651年（慶安4年）家光去世後落飾出家，院號芳心院。
她在1691年（元祿4年）去世，享年77，安葬地不明。可能因為沒有誕育子嗣，所以對她的生平記錄也不太詳細。